# Martijn Payens
Martijn Payens (Apeldoorn, 17 november 1983) is een Nederlands documentairemaker.
Payens studeerde in Brussel aan het RITCS waar hij in 2010 afstudeerde (Master Audiovisuele Kunsten, afstudeerrichting Documentaire).
In het tweede jaar van zijn opleiding werd zijn korte documentaire Voor Elkaar genomineerd tijdens het NOFF, een online onderdeel van het Nederlands Filmfestival.
Zijn afstudeerproject, het in Albanië gefilmde Mushrooms of Concrete werd geselecteerd voor de studentencompetitie van het IDFA 2010, voor het Internationaal filmfestival Gent 2010 en voor het Internationaal Filmfestival van Tirana in Albanië.
Broadcasting the End, zijn debuutdocumentaire - over de mediahype rondom het kleine Franse dorp Bugarach en het voorspelde einde van de wereld op 21 december 2012 - ging op het IDFA in 2013 in première als onderdeel van de First Appearance-competitie.
Als cameraman werkte Payens in 2016 mee aan de Netflix documentaire Hope Frozen, een Thaise documentaire geschreven en geregisseerd door Pailin Wedel. De documentaire won tijdens Hot Docs 2019 de Best International Feature Documentary award. In september 2021 werd de documentaire genomineerd voor een Internationale Emmy Awards in de categorie beste documentaire.